# معماری اوکراینی

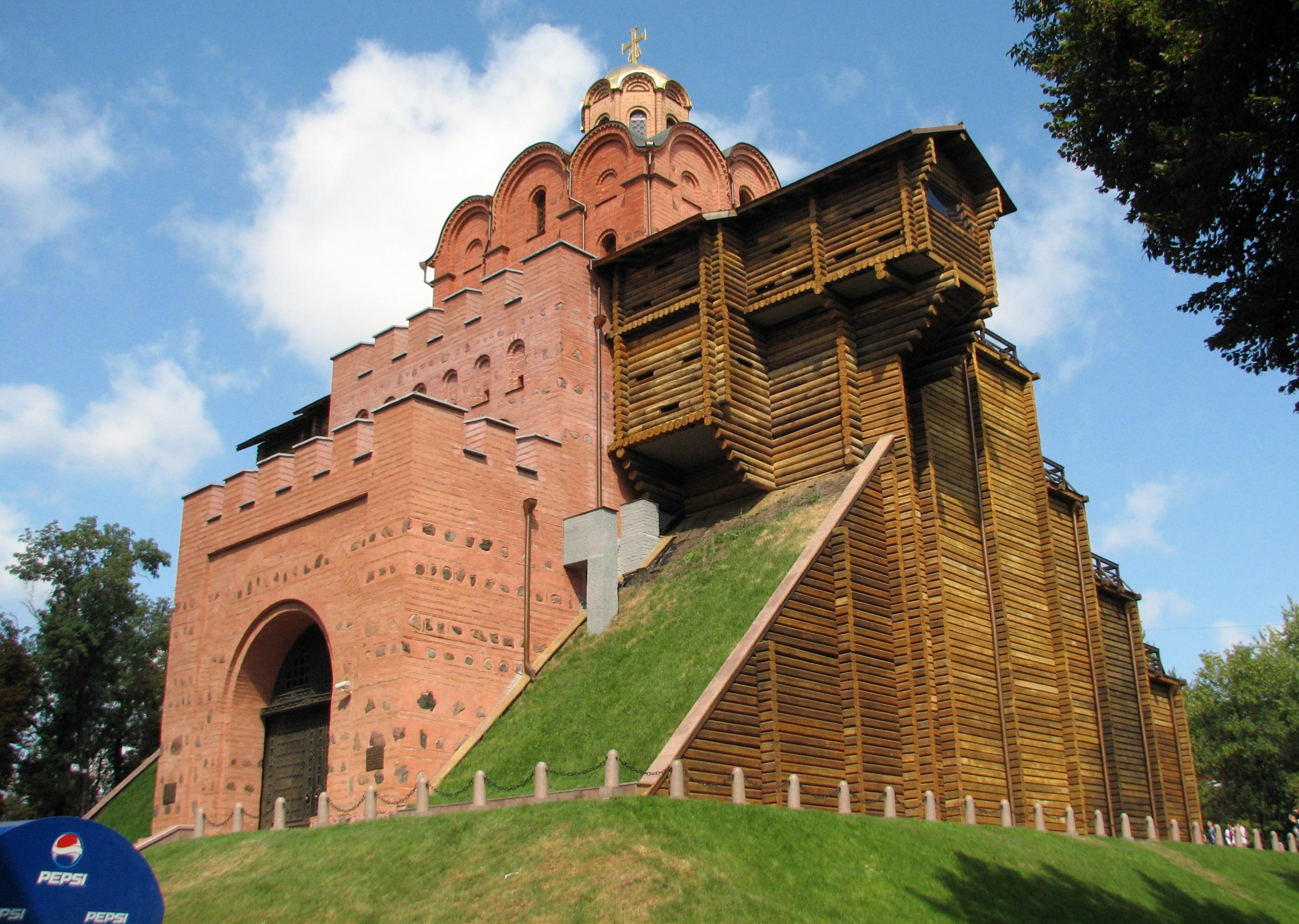
دروازه طلایی در کی‌یف، تا حد زیادی بازسازی شده، ج. ۱۱۰۰

ریشه معماری اوکراین در کشور اسلاوهای شرقی روس کیف است. پس از قرن دوازدهم، تاریخ معماری متمایز در پادشاهی گالیسیا-وولهینیا و بعداً در دوک‌نشین بزرگ لیتوانی، روتنیا و شیمیتیا ادامه یافت. در دوران قزاقهای زاپوروژیا، سبک جدیدی منحصر به اوکراین تحت تأثیر غربی‌های کشورهای مشترک‌المنافع لهستان–لیتوانی ایجاد شد.
پس از اتحاد با تساردوم روسیه، معماری در اوکراین در جهات مختلف شروع به توسعه کرد، با بسیاری از سازه‌ها در منطقه بزرگتر شرقی، تحت حاکمیت روسیه ساخته شده به سبک معماری روسیه در آن دوره، در حالی که گالیسیای غربی تحت اتریش و تأثیرات معماری مجارستان توسعه یافت.

## معماری بومی
اصطلاح معماری بومی را می‌توان با اصطلاحات قومی، مشترک یا سنتی عوض کرد و معمولاً در انتهای طیفی از یک ساختمان با طراحی حرفه ای توسط معماران قرار می‌گیرد. دانش ساخت و ساز در معماری بومی مبتنی بر سنتهای محلی است و بنابراین عمدتاً بر اساس دانش منتقل شده توسط نسلها است. مناطق مختلف در اوکراین سبک متمایز خود را از معماری بومی داشتند. به عنوان مثال، در کوه‌های کارپات و کوهپایه‌های اطراف آن، چوب و خاک رس اصلی‌ترین مصالح ساختمانی سنتی هستند.

### کلیساهای چوبی در اوکراین غربی

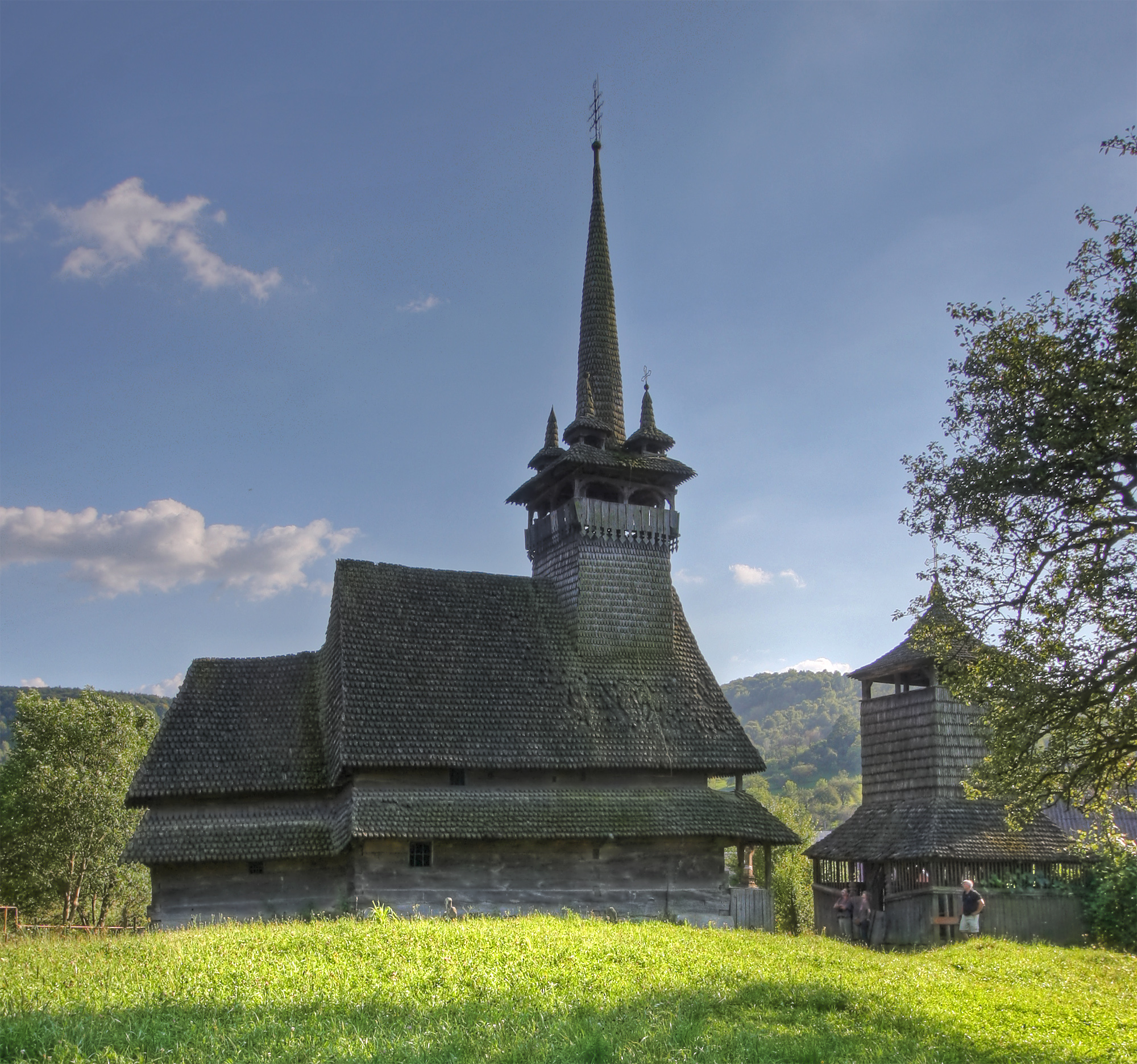
کلیسای سنت پاراسکووا ، استان زاکارپاتیا
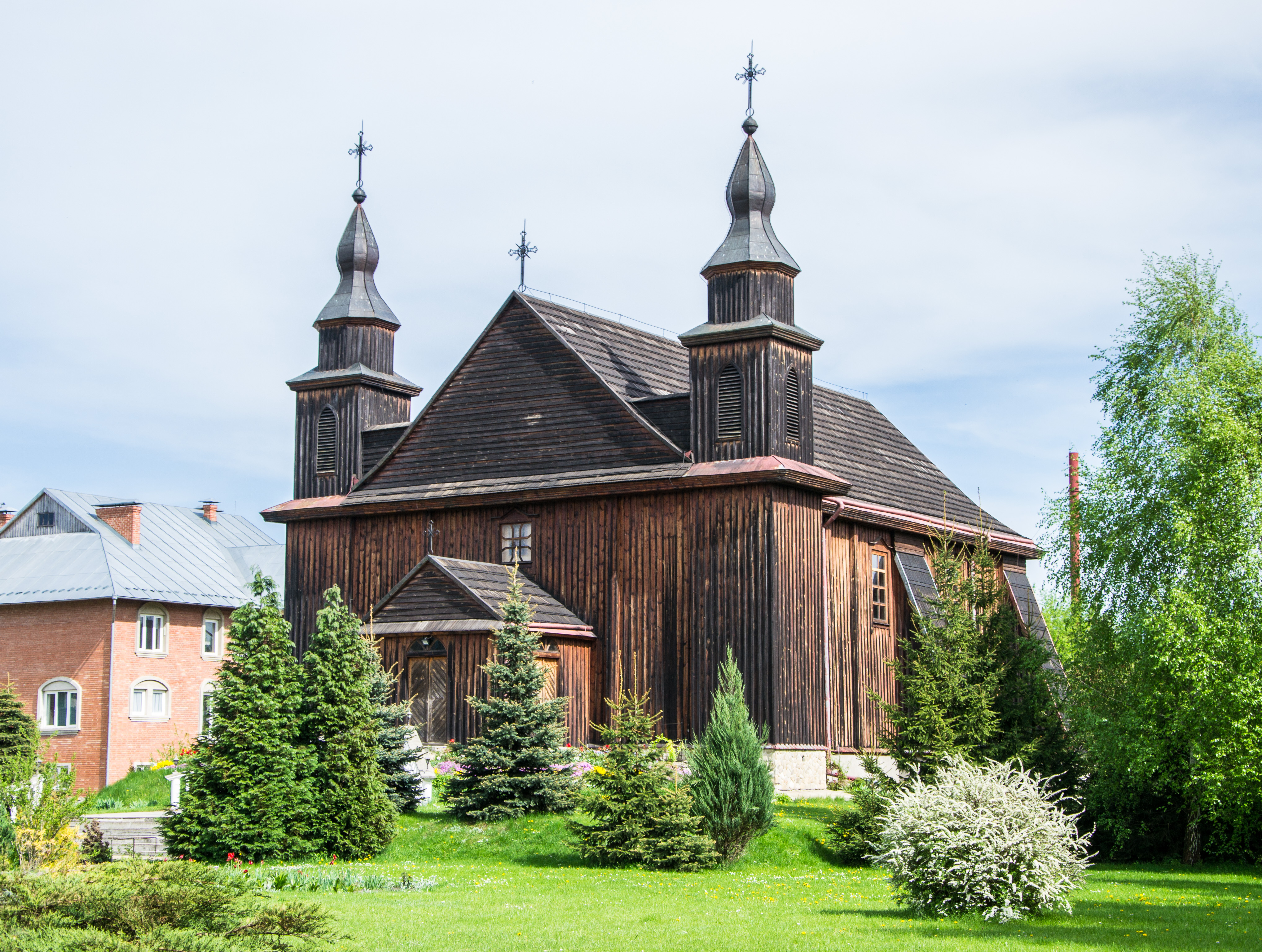
کلیسای سنت آنا ، کوول
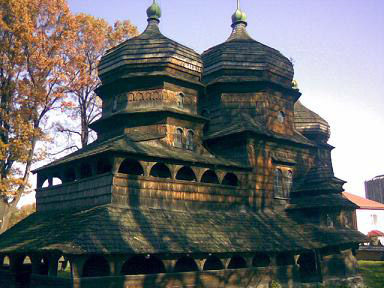
کلیسای سنت جورج ، درهوبیچ
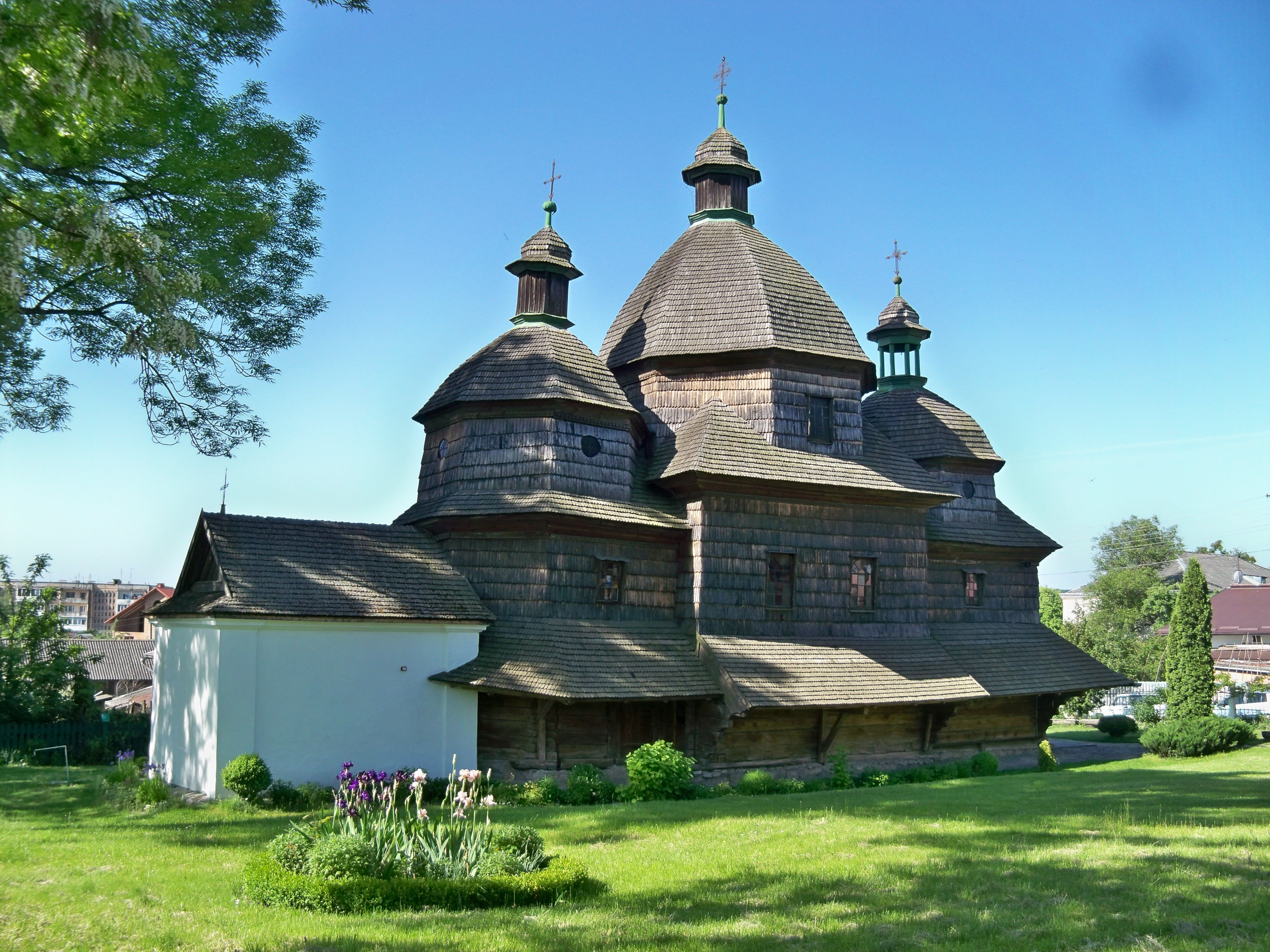
کلیسای تثلیث مقدس ، ژووکوا

## اوکراین مدرن
زبان معماری مدرن در جهت هنری خود جهانی و کثرت گرا می‌شود. در آثار مکتب معماران اوکراینی کیف، گرایش‌های پمعماری پست‌مدرن و معماری های-تک به‌طور فزاینده ای یافت می‌شود. این بازتاب توانایی جهانی شدن در جهان معماری است. وظیفه معماری مدرن اوکراین کاربرد متنوع زیبایی‌شناسی مدرن، جستجوی سبک هنری خاص یک معمار و گنجاندن محیط تاریخی - فرهنگی موجود است.

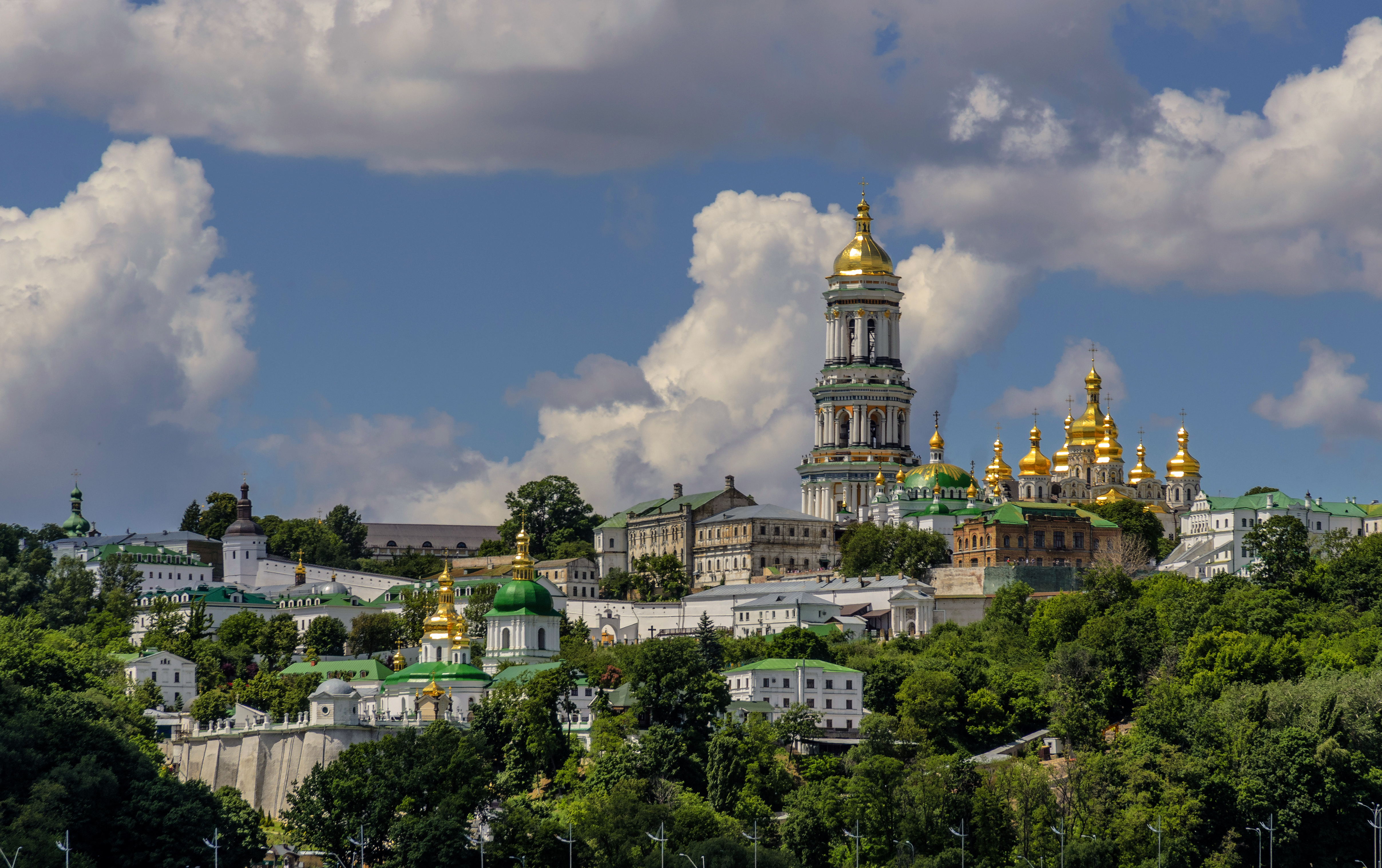
ساختارهای مختلف لاورای کیف پچرسک به دوره‌های زمانی مختلف مربوط می‌شود و از طریق سبک‌های خود بینشی از تاریخ اوکراین و صنعتگری غنی که در دوره طولانی آن ساخته شده‌است را ارائه می‌دهد.
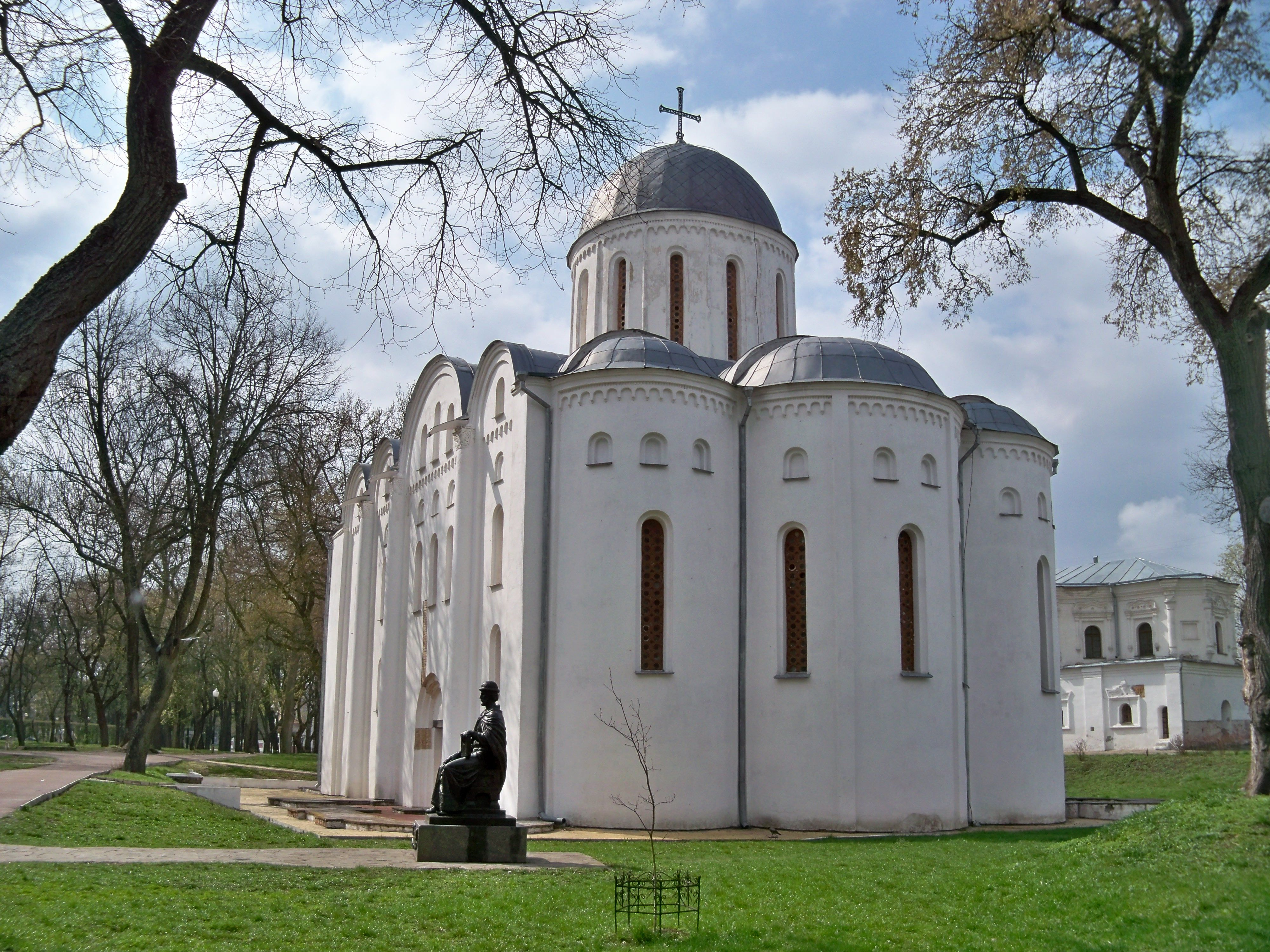
کلیسای جامع تغییر شکل در چرنیهویو به ۱۰۳۰ قدمت دارد (چپ)، در حالی که کلیسای جامع نزدیک بوریس و گلب به ۱۱۲۳ (سمت راست).
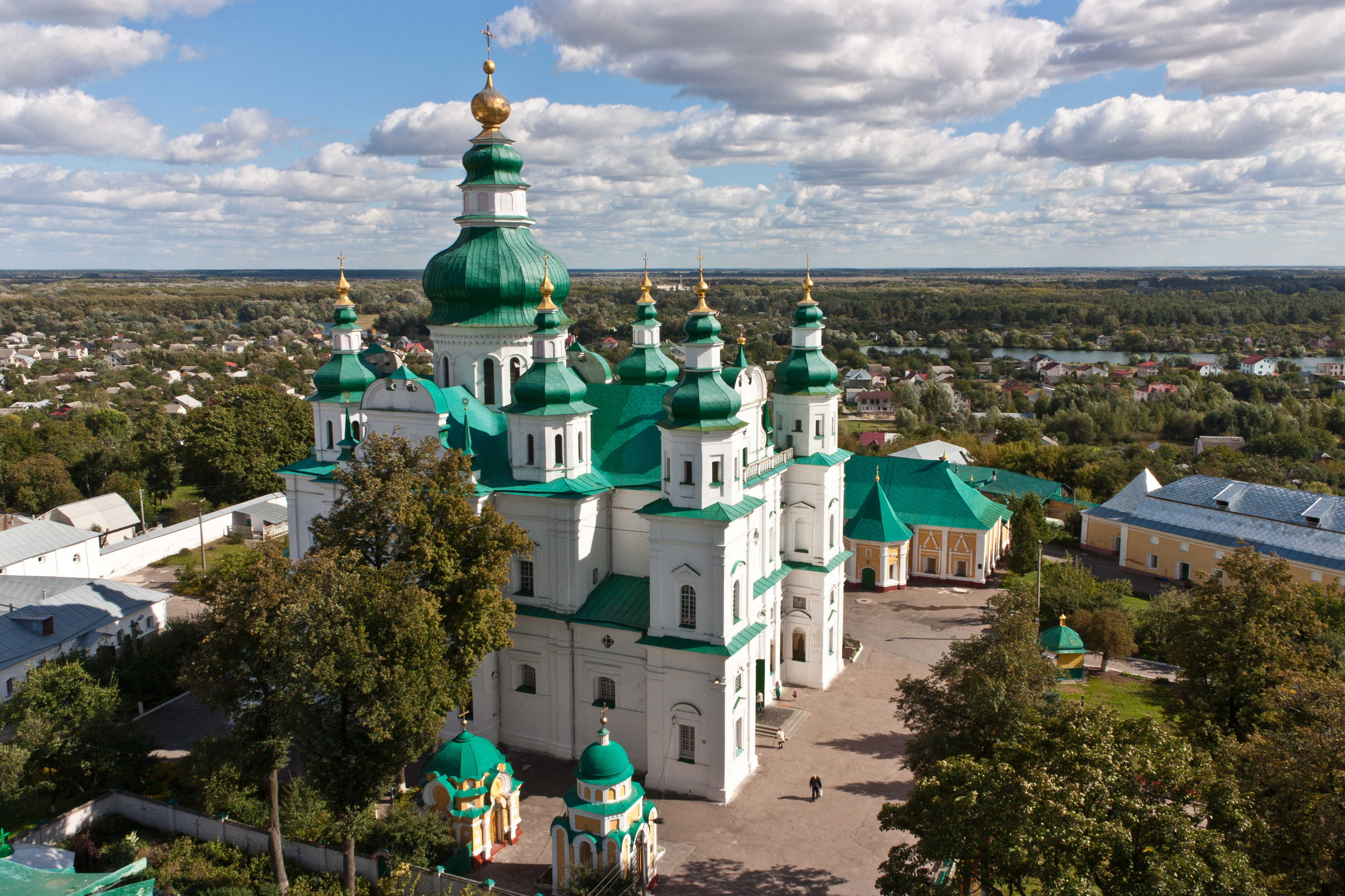
کلیسای جامع ترینیتی صومعه ترینیتی (Chernihiv) در سال ۱۶۷۹ ساخته شده‌است
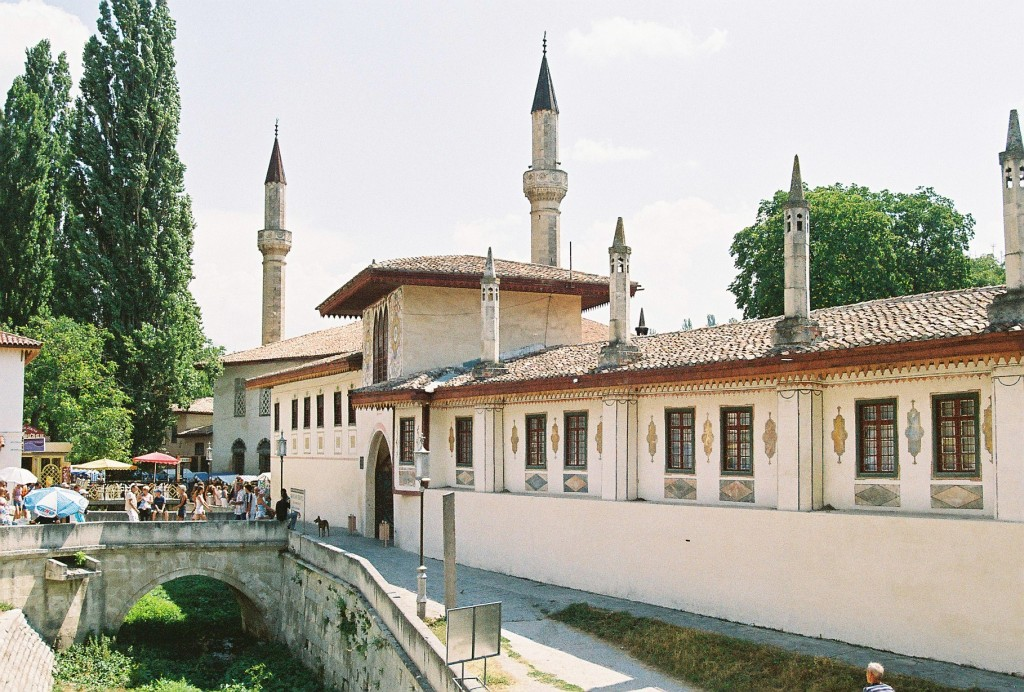
کاخ باخیسارای
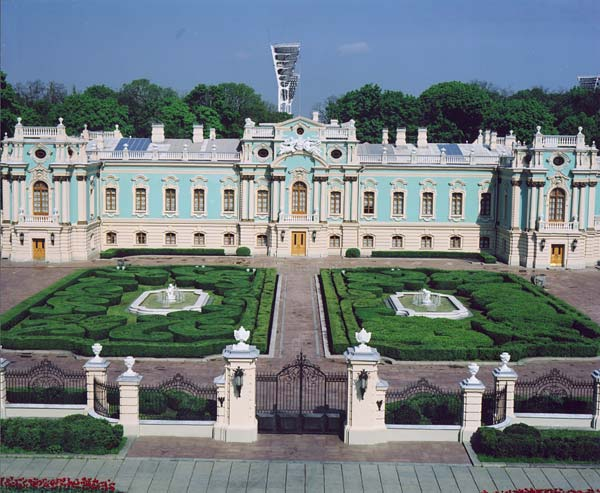
کاخ ماریینسکی
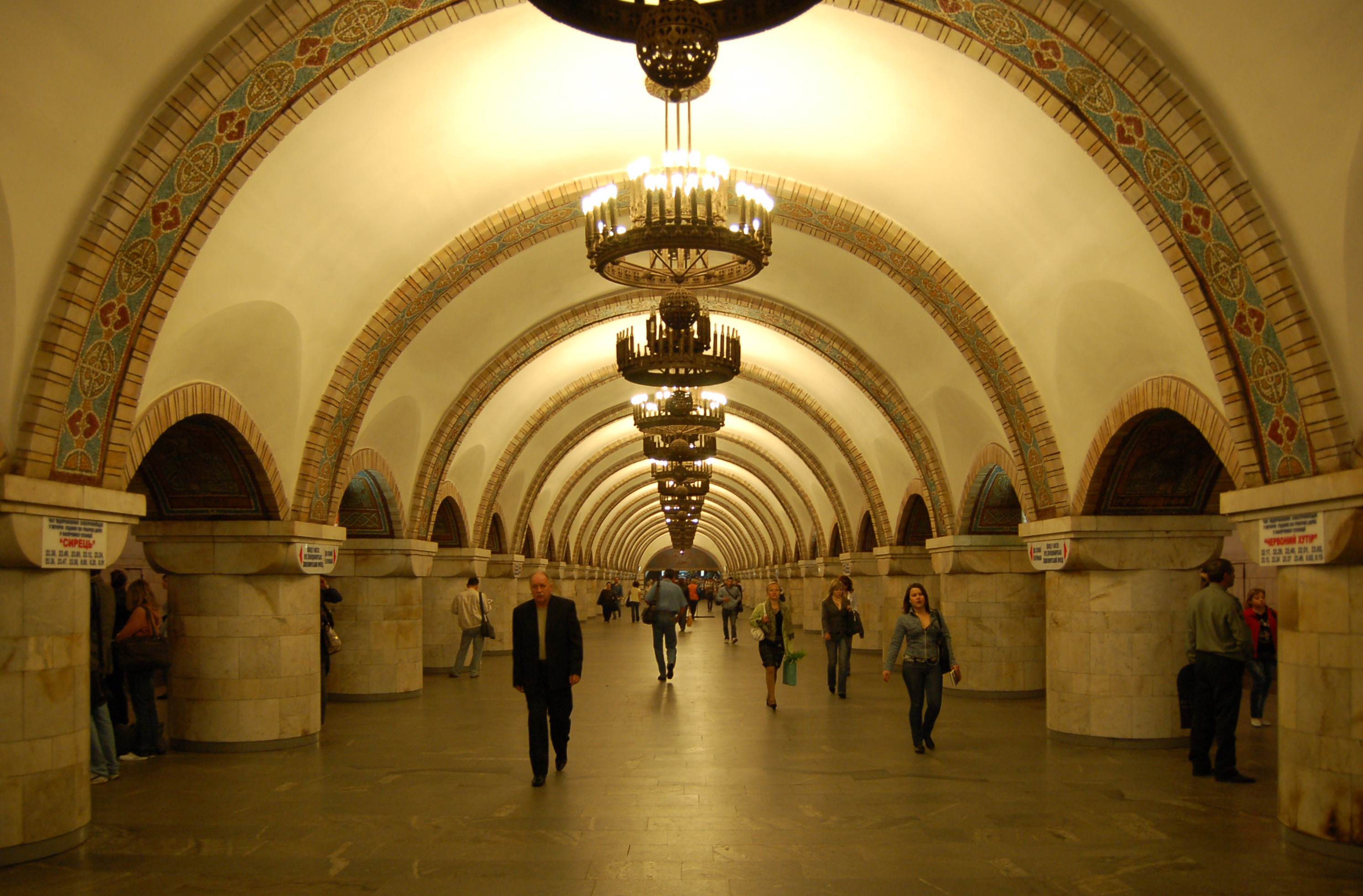
زولوتی وروتا (متروی کیف)
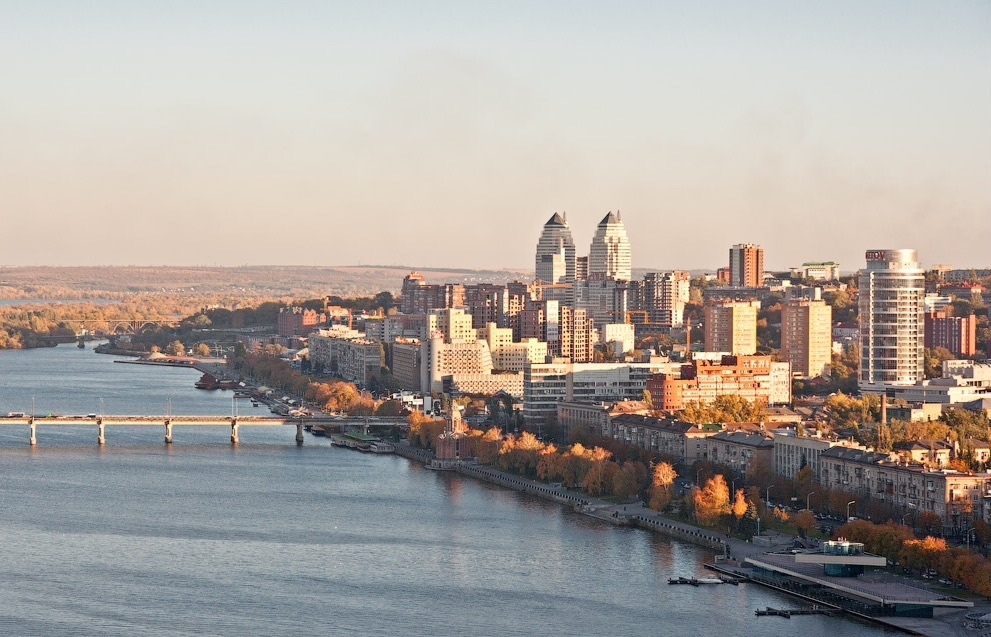
ساختمانهای مسکونی در دنیپرو